# Anelaphus robi
Anelaphus robi es una especie de escarabajo longicornio del género Anelaphus, categorizada en la tribu Elaphidiini, de la subfamilia Cerambycinae. Fue descrita por Hrabovsky en 1987.

## Descripción
Mide 10-15,5 mm de longitud.

## Distribución
Se distribuye por Brasil y Guayana Francesa.